# Kortslutning (musikalbum)
Kortslutning är debutalbumet från den danska sångerskan Celina Ree. Albumet gavs ut 6 oktober 2008. Det innehåller elva låtar. Fyra låtar från albumet gavs ut som singlar. Albumet debuterade på sjuttonde plats på den danska albumlistan den 17 oktober 2008 och låg totalt åtta veckor på listan.

## Låtlista
1. "Adrenalin" – 3:04
2. "Kortslutning" – 3:32
3. "12. time" – 3:37
4. "Se dig selv i mig" – 3:39
5. "Mørkeræd" – 3:41
6. "Savner dig sindssygt" – 3:55
7. "Når du rør ved mig" – 3:28
8. "I sort" – 4:10
9. "Tænd et lys" – 3:34
10. "Sig nu hvad du vil sige" – 4:05
11. "Evighed" – 2:58

## Listplaceringar
| Lista (2008-2009) | Topplacering |
| ----------------- | ------------ |
| Danmark           | 17           |

## Medverkande
- Anders Bo Jespersen — Gitarr
- Anders Borre — Bas, Bakgrundssång
- Anders Kirkegaard — Trummor
- Celina Ree — Sång
- Kasper Falkenberg — Gitarr, Bakgrundssång

## Singlar
- 2008 – "12. time"
- 2008 – "Kortslutning" (#33 i Danmark)[3]
- 2009 – "Når du rør ved mig" (#5 i Danmark)[4]
- 2009 – "Se dig selv i mig"